# Мемоарите на една гейша (филм)
„Мемоарите на една гейша“ (на английски: Memoirs of a Geisha) е американски драматичен филм от 2005 г. на режисьора Роб Маршал. Сценарият, написан от Робин Суикорд, е базиран на едноименния роман от 1997 г. на
Артър Голдън.

## Сюжет
През 1929 г. деветгодишната Сакамото Чийо и нейната сестра са продадени от баща си, за да работят в развлекателните квартали на Киото. Те са взети от дома си в крайбрежно рибарско селище, известно като Йороидо, и пътуват до Киото с влак. Чийо е отведена в окия (пансион за гейши) в Гион, докато сестра ѝ е отведена в публичен дом в района на Киото.
Чийо е представена на своята куповачка (Майка), която, водена от алчност и пресметливост, се държи строго и невзрачно с 9-годишното момиче. То се запознава и с Хацумомо, главната гейша и единствената причина за доходи в окията. Като една от най-известните гейши в Гион, Хацумомо има ревнив и зъл нрав и всекидневно тормози Чийо, виждайки в нея потенциална заплаха.
Няколко години по-късно в труден момент Чийо получава няколко монети и носна кърпичка от любезен непознат, представен й като Председателя, което бива повратна точка в живота на момичето. Заради множеството разходи, които е създала на господарката си, в лицето на опит за бягство, Чийо трябва да изплати дълга си чрез прислужване и спира да се обучава за майко. В същото време друго момиче, наричано Тиквичка, се се готви да направи своя дебют като майко в окията и да бъде осиновено, с което официално ще затвърди гейшеството си. 
Мамеха, друга известна гейша в Гион, убеждава Майка да инвестира отново в обучението на Чийо, като действа като ментор и „по-голяма сестра“ на Чийо. Тя става чирак гейша с даденото име Саюри, с което се запознава с редица видни мъже - един от които Нобу, и отново се среща с Председателя, близък приятел и бизнес партньор на Мамеха. Докато Саюри набира популярност, Хацумомо се опитва да навреди на репутацията и кариерата й с надеждата Майка не я осинови. 
Саюри вече е най-известната млада майко в града. Мамеха организира наддаване за "мизуаге" на Саюри и използва рекордно високото плащане, за да покрие насъбраните дългове от миналото на момичето. Майка осиновява Саюри, с което Тиквичка бива изгонена, а по-късно Хацумомо напуска.
През 1944 г. заради войната на домовете на гейшите е наредено да бъдат затворени и Саюри е изпратена далеч на север при стария си приятел Арашино, където тя остава през по-голямата част от войната.
В края на войната Нобу посещава Саюри и я моли да се върне в Гион. Саюри открива Тиквичка да работи в нова окия. Въпреки че Саюри се надява да възобнови приятелството им, Тиквичка по-късно саботира плана на Саюри да отблъсне Нобу като данна, като отмъщение за това, че е заела нейното място при осиновяването преди толкова много години.
Няколко дни след като планът ѝ се проваля, Саюри е призована да се срещне с председателя. Тя признава, че години наред е копняла да се сближи с него, а той ѝ съобщава, че винаги е знаел, че тя е момичето, което е срещнал на улицата. Признава чувствата си към нея, които били потискани от чувството за дълг към Нобу – неговият най-стар и най-близък приятел – шанса да бъде със Саюри и да е щастлив. Той също така признава, че той е бил, човекът потикнал Мамеха да обучи Саюри. Момичето мирно се оттегля от работата на гейша, а председателят става нейна данна. 

## Актьорски състав
- Джан Дзъи – Чио Сакамото / Саюри Нита
  - Судзука Ого – Чио Сакамото (като млада)
  - Шидзуко Хоши – Саюри Нита (като стара)
- Кен Уатанабе – председателят
- Мишел Йео – Мамеха
- Гон Ли – Хацумомо
- Коджи Якушо – Нобу
- Кари-Хироюки Тагава – баронът

## Награди и номинации
| Категория                                             | Номиниран(и)              | Резултат               |
| Оскар (5 март 2006 г.)                                | Оскар (5 март 2006 г.)    | Оскар (5 март 2006 г.) |
| ----------------------------------------------------- | ------------------------- | ---------------------- |
| Най-добри декори                                      | Най-добри декори          | награда                |
| Най-добра кинематография                              | Дион Бийби                | награда                |
| Най-добри костюми                                     | Колийн Атуд               | награда                |
| Най-добър звук                                        | Най-добър звук            | номинация              |
| Най-добър звуков монтаж                               | Най-добър звуков монтаж   | номинация              |
| Най-добра филмова музика                              | Джон Уилямс               | номинация              |
| Награда на БАФТА (19 февруари 2006 г.)                |                           |                        |
| Най-добра кинематография                              | Дион Бийби                | награда                |
| Най-добра филмова музика                              | Джон Уилямс               | награда                |
| Най-добри костюми                                     | Колийн Атуд               | награда                |
| Най-добри декори                                      | Най-добри декори          | номинация              |
| Най-добър грим и прически                             | Най-добър грим и прически | номинация              |
| Най-добра актриса в главна роля                       | Джан Дзъи                 | номинация              |
| Златен глобус (16 януари 2006 г.)                     |                           |                        |
| Най-добра филмова музика                              | Джон Уилямс               | награда                |
| Най-добра актриса в драматичен филм                   | Джан Дзъи                 | номинация              |
| Сателит (17 декември 2005 г.)                         |                           |                        |
| Най-добър адаптиран сценарий                          | Робин Суикорд             | награда                |
| Най-добър филм – драма                                | Най-добър филм – драма    | номинация              |
| Най-добри декори                                      | Най-добри декори          | номинация              |
| Най-добър режисьор                                    | Роб Маршал                | номинация              |
| Най-добра кинематография                              | Дион Бийби                | номинация              |
| Най-добра филмова музика                              | Джон Уилямс               | номинация              |
| Най-добри костюми                                     | Колийн Атуд               | номинация              |
| Най-добра актриса в драматичен филм                   | Джан Дзъи                 | номинация              |
| Най-добра актриса в поддържаща роля в драматичен филм | Гон Ли                    | номинация              |